# ЭРГА
ООО «ЭРГА» — крупнейший в России производитель магнитных систем и промышленного оборудования на их основе. Производство и центральный офис расположены в Калуге.

## История
Предприятие было создано в 1991 году на базе НИИ материалов электронной техники и специализировалось на производстве редкоземельных магнитов и магнитных систем специального назначения.
В 1990-х годах «ЭРГА» освоило выпуск магнитных систем для лечения рака гортани, магнитопластов из редкоземельных сплавов, магнитных сепараторов с ручной и с автоматической очисткой, неодимовых магнитов для предприятий автомобильной промышленности, стержневых магнитных сепараторов для предприятий пищевой отрасли, роторов и генераторов для электровелосипедов.
В 2003 году на предприятии была создана собственная лаборатории минерального и технологического сырья для проведения исследований вещественного состава проб и испытаний с последующим подбором оборудования и технологии переработки, обогащения.
В 2000-х годах были разработаны технологии производства ручных магнитных грузозахватов на базе постоянных магнитов, начат выпуск промышленных металлодетекторов, магнитных муфт и траверс, магнитных герметизирующих устройств для МЧС, выпущен первый опытный образец генераторов ВЭЛМА на постоянных магнитах, а также запущена единственная в России линия по производству постоянных редкоземельных магнитов.
В 2017 году началось расширение производства по выпуску промышленных магнитов и комплексов магнитной очистки.
В 2019 году предприятие начало выпуск электростатических сепараторов и аэросепараторов.
С 2020 года производит комплексные решения переработки отходов и обогащения минералов.
В 2021 году предприятие стало участником национального проекта «Производительность труда».
Предприятие имеет представительства в Новосибирске и Караганде (Казахстан).

## Деятельность
Предприятие является крупнейшим в России производителем магнитных систем и промышленного оборудования на их основе.
Ключевым направлением деятельности является разработка и производство оборудования для обогащения полезных ископаемых, воздушно-гравитационной сепарации, комплексных решений для переработки различных отходов и разделения материалов по электрическим свойствам.
Предприятие также производит постоянные промышленные магниты из редкоземельных металлов и промышленные металлодетекторы.
Основные виды производимой продукции:
- магнитные сепараторы, железоотделители и прочее специализированное оборудование;
- электростатические и трибоэлектростатические сепараторы;
- аэросепараторы (воздушные);
- линии разделения материалов методами магнитной, электрической, воздушно-гравитационной сепарации;
- промышленные металлодетекторы;
- автоматизированные системы удалённого мониторинга оборудования.

Производимое оборудование эксплуатируется на предприятиях горной, пищевой, нефтегазовой, строительной, химической промышленности и рециклинга.

## Финансовые показатели
По результатам 2021 года выручка предприятия составила 840,4 млн руб., чистая прибыль — 85,9 млн руб.

## Награды
- Национальная премия в области предпринимательской деятельности «Золотой Меркурий» в категории «Лучшее малое предприятие» в сфере промышленного производства по итогам 2021 года[13]
- Премия «Tagline Awards 2021» в номинации «Лучший сайт о промышленности»[14]
- Премия «Экспортер года в сфере высоких технологий» по итогам регионального этапа конкурса «Экспортер года 2022»[15]